# Vergine della Pera
La Vergine della Pera è un dipinto a olio su tavola (43x32 cm) di Albrecht Dürer, siglato e datato 1526 (in alto a destra), e conservato nella Galleria degli Uffizi a Firenze.

## Storia
L'opera è l'ultima Madonna ad essere dipinta dall'artista e uno degli ultimi lavori in assoluto. Venne dipinta a Norimberga quando già da un anno era stata introdotta la Riforma protestante, nella cui occasione il culto delle immagini della Vergine e dei santi aveva subito un duro colpo.
L'artista si ispirò probabilmente a un disegno preparatorio di una Santa Barbara dipinta al ritorno dal viaggio nei Paesi Bassi per un grande altare mai realizzato.
A Firenze l'opera è documentata dal Seicento, quando si trovava nella Guardaroba Medicea. Un secolo dopo è ricordata a palazzo Pitti, poi alla villa di Poggio a Caiano e solo nel 1773 agli Uffizi.

## Descrizione e stile
Su uno sfondo scuro la Madonna, priva del velo, suo tradizionale attributo, tiene in braccio il Bambino, che stringe una margheritina, simbolo del matrimonio mistico con la madre, e quindi di Gesù con la Chiesa, che veniva identificata con Maria. Essa, dallo sguardo pensoso, gli offre una pera, simbolo del Peccato originale e quindi del suo riscatto del mondo. La composizione è compatta, con una stretta inquadratura a mezzo busto e una linea di contorno continua, che ingloba entrambe le figure con un forte senso di intimità familiare. Lo stile è fluido e levigato e preannuncia il grande capolavoro della tarda maturità, i Quattro apostoli di Monaco di Baviera.
Un pentimento è visibile nella pera, disegnata inizialmente più grande. L'opera mostra una composizione opposta a quella della Madonna del Garofano nell'Alte Pinakothek di Monaco, in cui la madre tiene il fiore e il figlio il frutto.